# Comme un million de papillons noirs
Comme un million de papillons noirs  est un livre pour enfants écrit par Laura Nsafou et illustré par Barbara Brun, paru en 2018 aux éditions Cambourakis,,,,,,,.

## Synopsis
Il relate l'histoire d'une petite fille nommée Adé qui possède de magnifiques cheveux. Mais ses camarades d'école se moquent parce qu'ils sont différents. « Tes deux nattes ressemblent toujours à des carottes tordues, mais sous la pluie, c'est encore pire ! » lui disent-ils. En larmes, Adé explique à sa mère qu'elle ne veut plus de sa chevelure crépue. La mère et les tantes de Adé, afro-caribéennes, la consolent et lui apprennent à aimer sa chevelure qui ressemble à des papillons endormis sur sa tête.

## Analyse
Le livre vise à développer l'estime de soi des petites filles noires ,.
L'autrice emploie un vocabulaire très précis et propre à la diaspora africaine, souhaitant ainsi faire référence à un imaginaire culturellement et géographiquement situé. Quelques exemples sont les divers termes afro-martiniquais employés pour nommer les coiffures afro : les vanilles, les bantu ; les fruits et tubercules suivants : christophine, safou et l'igname.

## Historique et origines du titre
Ayant eu des difficultés à trouver une maison d'édition qui veuille publier Comme un million de papillons noirs, celui-ci a été édité pour la première fois à la suite du succès d'un financement participatif qui a atteint 220 % de l'objectif initial. Depuis, le livre a connu huit ré-éditions, après avoir été d'abord été publié aux éditions Bilibok.
Laura Nsafou s'est inspirée d'une citation de l'autrice afro-américaine Toni Morrison dans Délivrances (Morrison): « Her clothes were white, her hair like a million black butterflies asleep on her head. ». L'autrice a elle-même vécu la honte de ses nattes afro et le fait d'avoir demandé à sa maman de les lui défaire, tel l'héroïne Adé.